# Venezillo lepidus
Venezillo lepidus is een pissebed uit de familie Armadillidae. De wetenschappelijke naam van de soort is voor het eerst geldig gepubliceerd in 2003 door Nunomura.